# Hypena cryptica
Hypena cryptica är en fjärilsart som beskrevs av Robinson 1975. Hypena cryptica ingår i släktet Hypena och familjen nattflyn. Inga underarter finns listade i Catalogue of Life.